# Helymaeus testaceiventris
Helymaeus testaceiventris là một loài bọ cánh cứng trong họ Cerambycidae.